# Karel Košárek
Karel Košárek (Zlín, 22 juin 1967) est un pianiste tchèque.

## Biographie
Karel Košárek étudie au conservatoire de Kroměříž avec Valentina Kameníková et à Prague, à l'académie des arts de la scène sous la direction du professeur František Rauch et Květoslavy Bílinské,. Plus tard, il a étudié à l'Université méthodiste du Sud à Dallas aux États-Unis à la Harrise Crohna et Joaquín Achucarra, où il a reçu son diplôme et son titre de Maître en musique,.

## Concerts
Košárek remporte plusieurs concours de piano, tel que le Concours International des Jeunes artistes, à Corpus Christi (États-Unis, 1992), Concours international de piano de San Antonio (1993), Concours Smetana, et lauréat de nombreux autres prix, dont la compétition internationale de piano Neglia à Enna en Italie et finaliste du Concours international de piano Walter Naumburg à New York,.
Karel Košárek est un artiste polyvalent, pourvu d'une gamme extraordinaire d'activités. Outre ses activités en récitals, il joue avec les plus grands orchestres. Il est de plus populaire auprès des joueurs de musique de chambre et collabore avec les principaux chanteurs tchèques, notamment Magdalena Kožená et Roman Janál,.